# Jean Oliva
Pour les articles homonymes, voir Oliva.
Jean Oliva (en latin Joannes Oliva Rhodiginus), né à Rovigo (République de Venise) le 11 juillet 1689, mort à Paris le 19 mars 1757, était un ecclésiastique érudit, bibliothécaire du cardinal Armand-Gaston de Rohan puis du prince de Soubise. Il édita une grande partie de l'œuvre du Pogge.

## Biographie
Jean Oliva naquit le 11 juillet 1689 à Rovigo, ville de l’État de Venise. II fut promu à la prêtrise en 1711 par une dispense d’âge, et nommé presque aussitôt professeur de belles-lettres au collège d’Asolo. Il remplit cet emploi pendant huit ans avec beaucoup de distinction ; et, cédant aux vœux de ses amis, il se rendit à Rome, où ses talents lui méritèrent la protection du pape Clément XI. Après la mort de ce pontife, ayant été choisi secrétaire du conclave, il en exerça les fonctions de manière à se concilier l’estime du cardinal de Rohan, qui lui offrit la place de bibliothécaire avec un traitement honorable. L’abbé Oliva, qui avait toujours eu le désir de visiter la France, accepta une proposition aussi avantageuse, et vint à Paris en 1722. Dès l’année suivante il y publia, sur un manuscrit du cardinal Ottoboni, les Histoires et cinquante-sept lettres inédites du Pogge ; ce recueil donna une idée favorable de l’érudition et de la sagacité de l’éditeur. L’abbé Oliva ne s’occupa plus que de mettre en ordre le précieux dépôt confié à ses soins, et de l’enrichir des meilleurs ouvrages. Doué d’une patience infatigable, il rédigea le Catalogue de cette immense bibliothèque, en 25 volumes in-folio qui renferment un grand nombre d’observations littéraires. Ce savant bibliographe mourut à Paris le 19 mars 1757. Outre une traduction italienne du Traité des études de Fleury, Venise, 1716, in-12,

## Œuvres
- Oratio de nummorum veterum cognitione cum historia conjungenda, Venise, 1716, in-8°. C’est une harangue qu’il avait prononcée à l’ouverture de son cours : le style en est plus didactique qu’oratoire ; mais on y trouve de l’érudition et des remarques intéressantes.
- De antiqua in Romanis scholis grammaticorum disciplina dissertatio ludicra, ibid., 1718, in-8°. L’auteur y recherche curieusement la condition des grammairiens à Rome, et montre qu’ils y furent très-honorés du moment où l’on connut le prix de l’instruction.
- In marmor Isiacum Romæ nuper effossum exercitationes, Rome, 1719, in-8°, avec une planche. Ce marbre est un autel votif, découvert dans les fouilles entreprises pour la construction d’une aile de la bibliothèque de la Minerve. Le P. de Montfaucon a publié ce curieux monument dans le Supplém. à l’Antiq. expliquée, t. 2, p. 32. On peut voir une bonne analyse de la Dissertation de l’abbé Oliva dans les Acta erudit. Lipsens., 1720, p. 392, et à la suite, des Observations de Christophe Gebauer sur le même marbre. Ces trois opuscules ont été réunis sous le titre de Œuvres diverses de l’abbé Oliva, Paris, 1758, in-8°. Ch.-Arm. Lescalopier, qui en est l’éditeur, les a fait précéder de l’Éloge d’Oliva, son ami.
- Epistola de vita Camilli Silvestris, à la tête d’un ouvrage posthume de ce savant antiquaire intitulé Interpretatio in anaglyphum græcum, Rome, 1710, in-8°. Jean-Marie Lancisi, médecin du pape Clément XI, étant mort pendant l’impression, Oliva inséra dans le volume son Éloge, De morte J.-M. Lancisii brevis dissertatio.
- Les Impostures de l’histoire, Paris, 1770, 2 vol. in-12. C’est une traduction des Farfalloni, etc., de Secondo Lancellotti. Oliva l’avait laissée en manuscrit ; elle a été revue et augmentée par l’éditeur, qu’on croit être Lescalopier. On peut consulter, pour plus de détails, son Éloge déjà cité, dont on trouve l’analyse dans les Mémoires de Trévoux, août 1758.